# (8035) 1992 TB
(8035) 1992 TB est un astéroïde Apollon découvert en 1992.

## Description
(8035) 1992 TB a été découvert le 2 octobre 1992 à l'observatoire de Kitt Peak, situé dans l'Arizona (États-Unis), par le projet Spacewatch de l’université de l'Arizona.

### Caractéristiques orbitales
L'orbite de cet astéroïde est caractérisée par un demi-grand axe de 1,34 UA, un périhélie de 0,72 UA, une excentricité de 0,46 et une inclinaison de 28,31° par rapport à l'écliptique. Du fait de ces caractéristiques, à savoir un demi-grand axe supérieur à 1 UA et un périhélie inférieur à 1,017 UA, il est classé comme astéroïde Apollon.

### Caractéristiques physiques
(8035) 1992 TB a une magnitude absolue (H) de 17,1 et un albédo estimé à 0,185.